# Анна Диогениса
Анна Диогениса е византийска аристократка от български произход, племенница на византийския император Алексий I Комнин и съпруга на великия сръбски жупан Урош I Вуканович.
Анна е родена в Константинопол. Тя е дъщеря на Константин Диоген, син на император Роман IV Диоген, и на Теодора Комнина – сестра на византийския император Алексий I Комнин. По бащиня линия Анна е внучка на византийския император Роман IV Диоген и на Анна Алусиан – внучка на българския цар Иван Владислав.

## Династичен брак
Анна Диогениса е омъжена за Урош I, великия жупан на Рашка. Дата на сватбата им не е известна, но се предполага, че това става по времето, в което Урош I е заложник в Константинопол, изпратен там от чичо си Вукан, с което последният гарантирал мира, сключен с Византия през 1094 г.
Анна Диогениса и Урош I имат най-малко пет деца:
- Урош II Вуканович
- Деса Вуканович
- Белуш Вуканович
- Елена Вуканович, омъжена за унгарския крал Бела II.
- Мария Вуканович

Възможно е Анна Диогениса да е майка и на друго от известните деца на Урош II:
- Завида[3]